# Keno

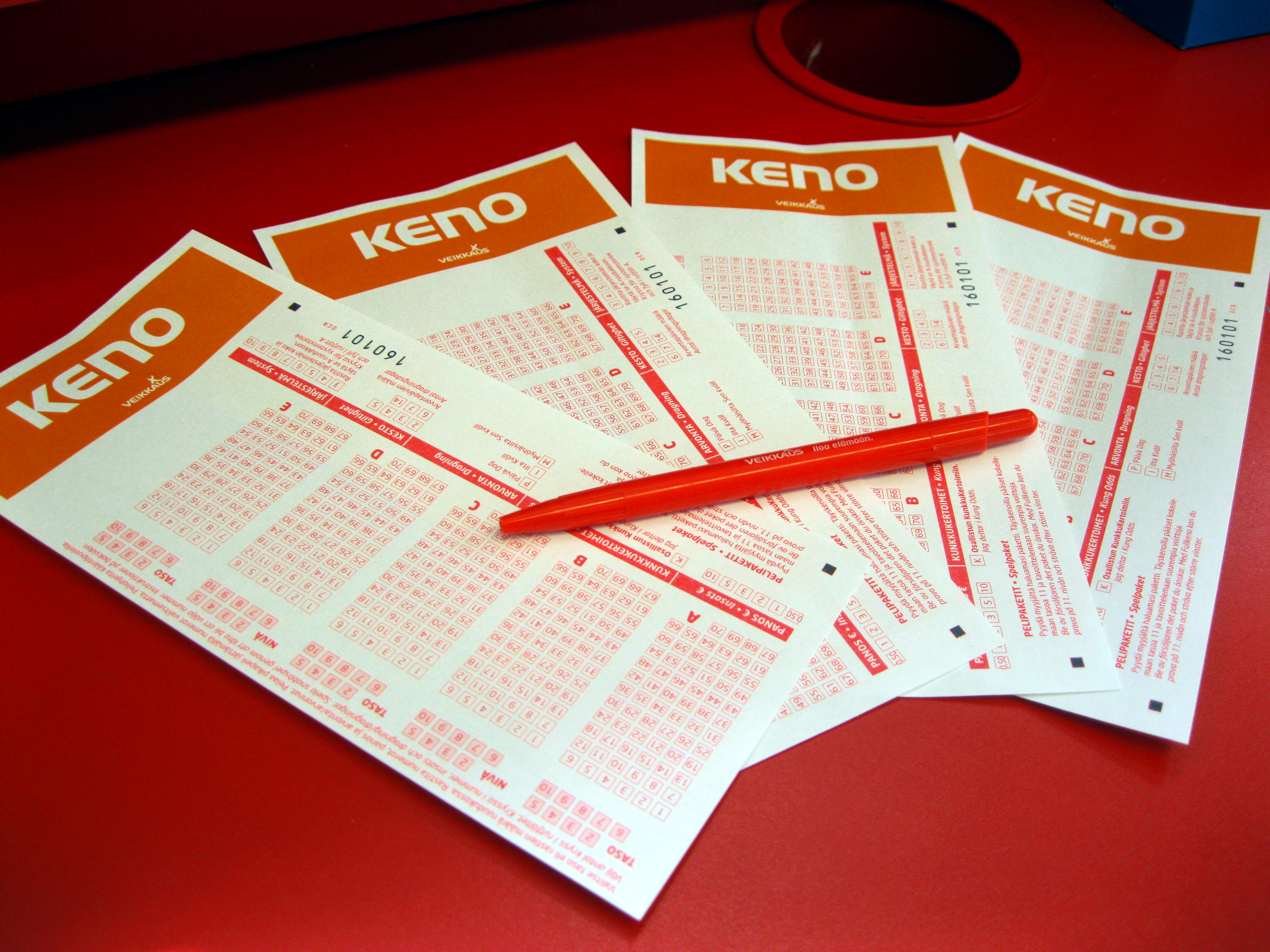
Một bộ phiếu cược chơi keno

Keno /kiːnoʊ/ là một trò chơi đánh bạc giống như xổ số thường được chơi tại các sòng bạc hiện đại, và cũng được cung cấp như một trò chơi của một số xổ số.
Người chơi đặt cược bằng cách chọn số từ 1 đến (thường là) 80. Sau khi tất cả người chơi đặt cược, 20 số (một số biến thể rút ít hơn) được rút ra một cách ngẫu nhiên, hoặc với một máy nhả bóng tương tự như những máy nhả bóng sử dụng cho xổ số và bingo, hoặc với một bộ tạo số ngẫu nhiên.
Mỗi sòng bạc thiết lập một loạt các khoản thanh toán riêng, được gọi là "bảng chi trả thắng cuộc". Người chơi được trả tiền dựa trên số lượng số đã được chọn (lựa chọn do người chơi hoặc thiết bị đầu cuối chọn số), số lượng số trùng với số được báo ra và số tiền đặt cược.
Có rất nhiều loại thanh toán keno tùy thuộc vào sòng bạc, thường có "tỷ lệ ăn của nhà cái" lớn hơn các trò chơi khác do sòng bạc đó cung cấp. Tỷ lệ ăn của nhà cái dao động từ dưới 4 phần trăm đến hơn 35 phần trăm. Tỷ lệ kèo nhà cái điển hình cho các trò chơi sòng bạc không phải là slot là dưới 5%.

## Lịch sử
Từ keno có nguồn gốc từ tiếng Pháp hoặc tiếng Latin (Fr. quine "năm số chiến thắng", L. quini "năm mỗi"), nhưng theo tất cả các nguồn đã có, trò chơi này bắt nguồn từ Trung Quốc. Truyền thuyết kể rằng việc phát minh ra trò chơi đã cứu một thành phố cổ trong thời chiến, và sự phổ biến rộng rãi của nó đã giúp gây quỹ để xây dựng Vạn Lý Trường Thành của Trung Quốc. Ở Trung Quốc hiện đại, ý tưởng sử dụng xổ số để tài trợ cho một dự án công cộng không được chấp nhận trước cuối thế kỷ 19.

## Xác suất
Xác suất trúng thưởng của trò chơi keno tùy thuộc vào số số bạn chọn và số số bạn đoán đúng, nhân với số tiền bạn cược vào trò chơi với bảng xếp tiền thưởng của trò chơi đó. Thực tế, nếu trúng càng nhiều số hơn thì bạn sẽ nhận được nhièu tiền thưởng hơn, tuy nhiên trong một số trò chơi còn cho tiền thưởng cho việc trúng ít số hơn. Ví dụ, sẽ thường thấy việc là các sòng bạc trả thưởng tới $500 hoặc lên tới $1000 cho việc không trúng bất kỳ số nào trong tổng số 20 số với số tiền bỏ ra là $5.00.
Xác suất để một người chơi trúng cả 20 số trong một vé 20 số là khoảng 1 trên 3.5 triệu tỷ (1 trên 3,535,316,142,212,180,000).
| Số số trúng | Xác suất                               |
| ----------- | -------------------------------------- |
| 0           | 1 trên 843.380 (0.11857057%)           |
| 1           | 1 trên 86.446 (1.15678605%)            |
| 2           | 1 trên 20.115 (4.97142576%)            |
| 3           | 1 trên 8.009 (12.48637168%)            |
| 4           | 1 trên 4.877 (20.50318987%)            |
| 5           | 1 trên 4.287 (23.32807380%)            |
| 6           | 1 trên 5.258 (19.01745147%)            |
| 7           | 1 trên 8.826 (11.32954556%)            |
| 8           | 1 trên 20.055 (4.98618021%)            |
| 9           | 1 trên 61.420 (1.62814048%)            |
| 10          | 1 trên 253.801 (0.39401000%)           |
| 11          | 1 trên 1,423.822 (0.07023351%)         |
| 12          | 1 trên 10,968.701 (0.00911685%)        |
| 13          | 1 trên 118,084.920 (0.00084685%)       |
| 14          | 1 trên 1,821,881.628 (0.00005489%)     |
| 15          | 1 trên 41,751,453.986 (0.00000240%)    |
| 16          | 1 trên 1,496,372,110.872 (0.00000007%) |
| 17          | 1 trên 90,624,035,964.712              |
| 18          | 1 trên 10,512,388,171,906.553          |
| 19          | 1 trên 2,946,096,785,176,811.500       |
| 20          | 1 trên 3,535,316,142,212,173,800.000   |

Xác suất thay đổi một cách đáng kể tùy thuộc vào số vé bạn chọn.

## Xổ số keno tại Việt Nam
Vietlott đã phát hành loại hình chơi xổ số Keno từ ngày 23 tháng 8 năm 2019.
Giải thưởng lớn nhất được theo niêm yết là 2 tỷ đồng và thấp nhất là 10 nghìn đồng. Điều thú vị là người chơi sẽ chỉ cần bỏ ra 10 nghìn đồng để có thể tham gia.